# Горбатая гора
«Горбатая гора» (англ. Brokeback Mountain) — американская романтическая драма в стиле нео-вестерн 2005 года, снятая Энгом Ли и спродюсированный Дайаной Оссана и Джеймсом Шамусом. Адаптированный по одноимённому рассказу 1997 года Энни Пру, сценарий был написан Оссаной и Ларри Макмертри. В фильме, который считается «первым в истории кино гей-вестерном», снимались Хит Леджер, Джейк Джилленхол, Энн Хэтэуэй и Мишель Уильямс. Сюжет фильма повествует о сложных романтических отношениях двух американских ковбоев, Энниса Дель Мара и Джека Твиста, на Западе США с 1963 по 1983 год.
Ли присоединился к проекту в 2001 году после того, как предыдущие попытки адаптировать историю Пру в фильм не увенчались успехом. Focus Features и River Road Entertainment совместно продюсировали и распространяли фильм. После того, как в 2003 году был объявлен кастинг Леджера и Джилленхола, съёмки начались в разных местах Альберты в 2004 году. Премьера «Горбатой горы» состоялась на Венецианском международном кинофестивале 2005 года, где она выиграла «Золотого льва», и вышла в кинотеатрах ограниченным тиражом 9 декабря 2005 года, а в широкий прокат – 13 января 2006 года.
Фильм получил широкое признание критиков, с высокой оценкой игры Леджера и Джилленхола. Он стал коммерчески успешным в прокате, собрав более 178 миллионов долларов по всему миру, при своём бюджете в 14 миллионов долларов, и получил различные награды. На 78-й церемонии вручения премии «Оскар» фильм был номинирован на «Лучший фильм» и победил в номинациях «Лучшая режиссура», «Лучший адаптированный сценарий» и «Лучшая музыка к фильму». Он получил 7 номинаций на 63-й церемонии вручения премии «Золотой глобус», выиграв в номинациях «Лучший фильм — драма», «Лучшая режиссёрская работа», «Лучший сценарий» и «Лучшая песня». На 59-й церемонии вручения наград премии Британской академии кино и телевизионных искусств фильм «Горбатая гора» был представлен в 9 номинациях, выиграв в номинациях «Лучший фильм», «Лучшая режиссура», «Лучший адаптированный сценарий» и «Лучшая мужская роль второго плана» (Джилленхол). Фильм возглавил списки лучших фильмов 2005 года по версии Энджина Палабыйика.
Фильм «Горбатая гора» стал предметом споров; его проигрыш «Столкновению» (2004) в номинации «Лучший фильм» на премию «Оскар», последующая цензура и критика со стороны консервативных СМИ привлекли значительное внимание. Сексуальность главных героев стала предметом обсуждения. «Горбатая гора» также считается поворотным моментом для продвижения New Queer Cinema в мейнстрим. В 2018 году фильм был выбран для сохранения в Национальном реестре фильмов США Библиотекой Конгресса как «культурно, исторически или эстетически значимый» и был включен в бюллетень для списка Американского института киноискусства «100 лет... 100 фильмов» (издание к 10-й годовщине). С тех пор фильм был признан несколькими изданиями, кинокритиками и исследователями одним из лучших фильмов 2000-х годов, 21-го века и всех времён.

## Сюжет
В 1963 году, в Вайоминге, ковбои Эннис Дель Мар и Джек Твист наняты владельцем ранчо Джо Агирре чтобы пасти его овец летом на пастбищах на Горбатой горе. После ночи сильного пьянства Джек начинает заигрывание с Эннисом. Эннис поначалу неохотно, но становится восприимчивым, и они с Джеком занимаются сексом в их палатке. Несмотря на то, что Эннис говорит Джеку, что это был единичный случай, у них развиваются сексуальные и эмоциональные отношения. Ближе к концу их рабочего контракта Эннис и Джек устраивают драку, в результате которой оба остаются в крови. Перед тем как расстаться, Эннис небрежно сетует, что оставил одну из своих рубашек на горе.
Эннис женится на своей давней невесте Альме Бирс, и у них рождаются две дочери: Альма-младшая и Дженни. Джек возвращается следующим летом в поисках работы, но Агирре, который видел, как Джек и Эннис занимаются гомосексуальной деятельностью на горе, говорит ему, что у него нет работы для парней, которые «вырывают розу». Джек переезжает в Техас, где встречает наездницу родео Лурин Ньюсам, дочь богатого производителя сельскохозяйственной техники; они женятся и у них рождается сын.
После четырёх лет разлуки Джек навещает Эннис. При встрече они страстно целуются, что невольно видит ошеломленная Альма. В номере мотеля Джек предлагает, чтобы они начали совместную жизнь, но Эннис отказывается бросать свою семью и его преследует детское воспоминание о том, как его отец показал ему тело человека, которого пытали и убили за подозрение в гомосексуализме.
Эннис и Джек встречаются редко для частных рыбалок, в то время как их браки распадаются. Лурин бросает родео и начинает бизнес со своим отцом, а Джек работает в сфере продаж. Отец Льюрин испытывает сильную неприязнь к Джеку и открыто не уважает и унижает его. Альма и Эннис разводятся в 1975 году. Узнав об этом, Джек едет в Вайоминг и говорит Эннису, что они должны жить вместе, но Эннис отказывается.
Альма берёт под опеку Альму-младшую и Дженни и выходит замуж за Монро, менеджера продуктового магазина, где она работает. Эннис приглашена на ужин в честь Дня благодарения. Оставшись одна на кухне, Альма сталкивается с Эннисом из-за Джека. Они спорят, из-за чего Эннис выбегает и прекращает общение с Альмой.
У Энниса короткие романтические отношения с Кэсси, официанткой. Джек и Льюрин дружат с Рэндало  и Лэшоном Мэлоун, и подразумевается, что у Джека и Рэндала короткий роман. Джек проводит время с мужчиной из Мексики, где подразумевается, что он занимался проституцией. В конце свидания, замаскированного под рыбалку, Эннис говорит, что не сможет увидеть Джека снова в течение нескольких месяцев из-за рабочих требований. С досадой Джек жалуется на то, как тяжело обходиться без интимного времени с Эннисом. Пара спорит, прежде чем Джек обнимает плачущего Энниса.
Открытка, которую Эннис послал Джеку, возвращается со штампом «Умер». Эннис звонит по номеру телефона Джека. Лурин отвечает и говорит, что Джек умер, когда автомобильная шина взорвалась у его лица. Услышав, что произошло, Эннис представляет себе, как мужчины смертельно избивают Джека монтировкой. Лурин говорит, что Джек попросил, чтобы его прах развеяли на Горбатой горе.
Эннис навещает родителей Джека, надеясь исполнить его желание. Отец Джека заявляет, что прах Джека будет похоронен на семейном участке. Мать Джека разрешает Эннису посетить старую спальню Джека. Эннис находит рубашку, которую, как он думал, он оставил на горе, которую Джек тайно хранил, вложенную в одну из рубашек Джека. Эннис обнимает рубашки и тихо плачет. Мать Джека позволяет ему оставить их себе.
Годы спустя, стареющий Эннис живёт один как затворник в трейлере. Его взрослая дочь, Альма-младшая, навещает его, чтобы объявить о своей помолвке с Куртом, который работает на нефтяных месторождениях. Выясняется, что Эннис не в курсе событий, ошибочно думая, что Альма-младшая всё ещё встречается со своим бывшим парнем по имени Трой.
Альма-младшая просит благословения отца и приглашает его на свадьбу. Эннис сначала не решается прийти из-за предстоящих рабочих обязательств, но затем соглашается присутствовать на свадьбе. Когда Альма-младшая уходит, она забывает свою куртку, поэтому Эннис кладет ее в шкаф, где висят две рубашки, рубашка Джека теперь внутри рубашки Энниса. Рядом с ними, прикрепленная к дверце шкафа, висит открытка с изображением Горбатой горы. Со слезами на глазах он смотрит на сувениры и говорит: «Джек, я клянусь» (англ. Jack, I swear).

## В ролях

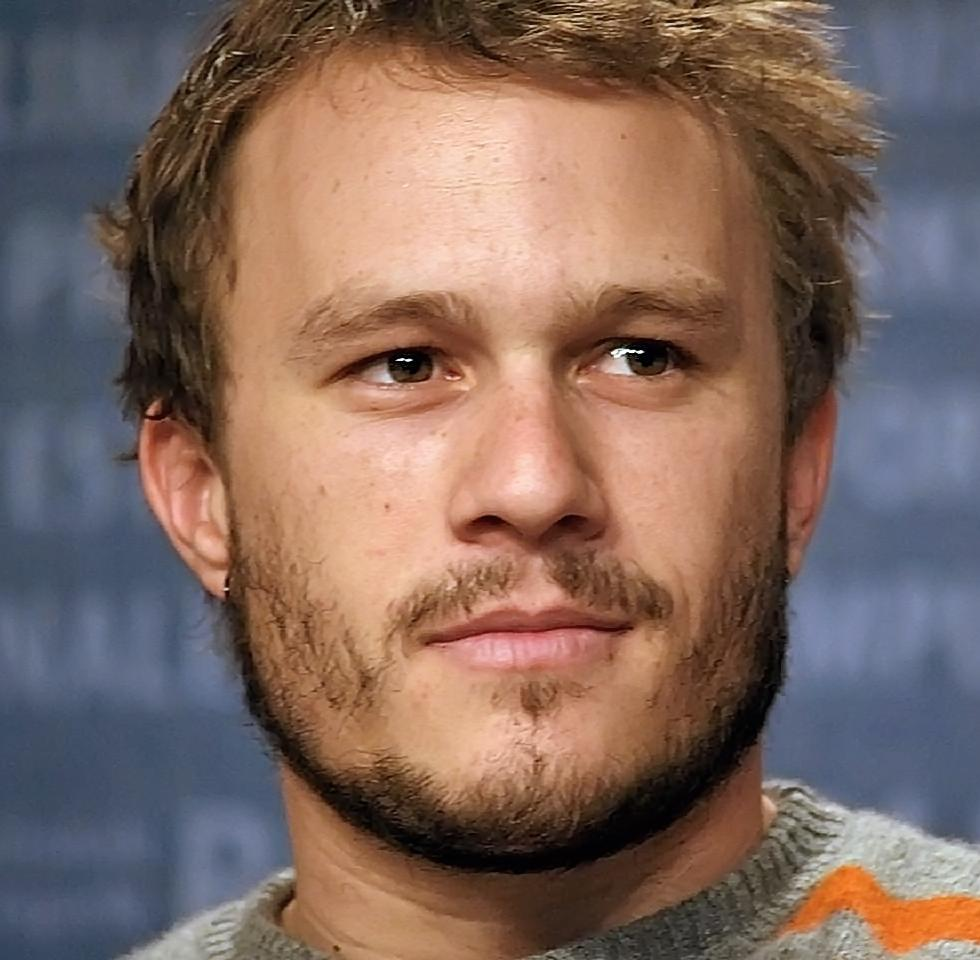
Хит Леджер, исполнитель главной роли

| Актёр            | Роль                        |
| ---------------- | --------------------------- |
| Хит Леджер       | Эннис Дель Мар              |
| Джейк Джилленхол | Джек Твист                  |
| Мишель Уильямс   | Альма жена Энниса           |
| Энн Хэтэуэй      | Лурин Ньюсам жена Джека     |
| Линда Карделлини | Кесси девушка Энниса        |
| Анна Фэрис       | Лэшон Мэлоун                |
| Рэнди Куэйд      | Джо Агирре                  |
| Кейт Мара        | Альма младшая (дочь Энниса) |
| Дэвид Харбор     | Рэндал Малоун               |

## Создание

### Сценарий

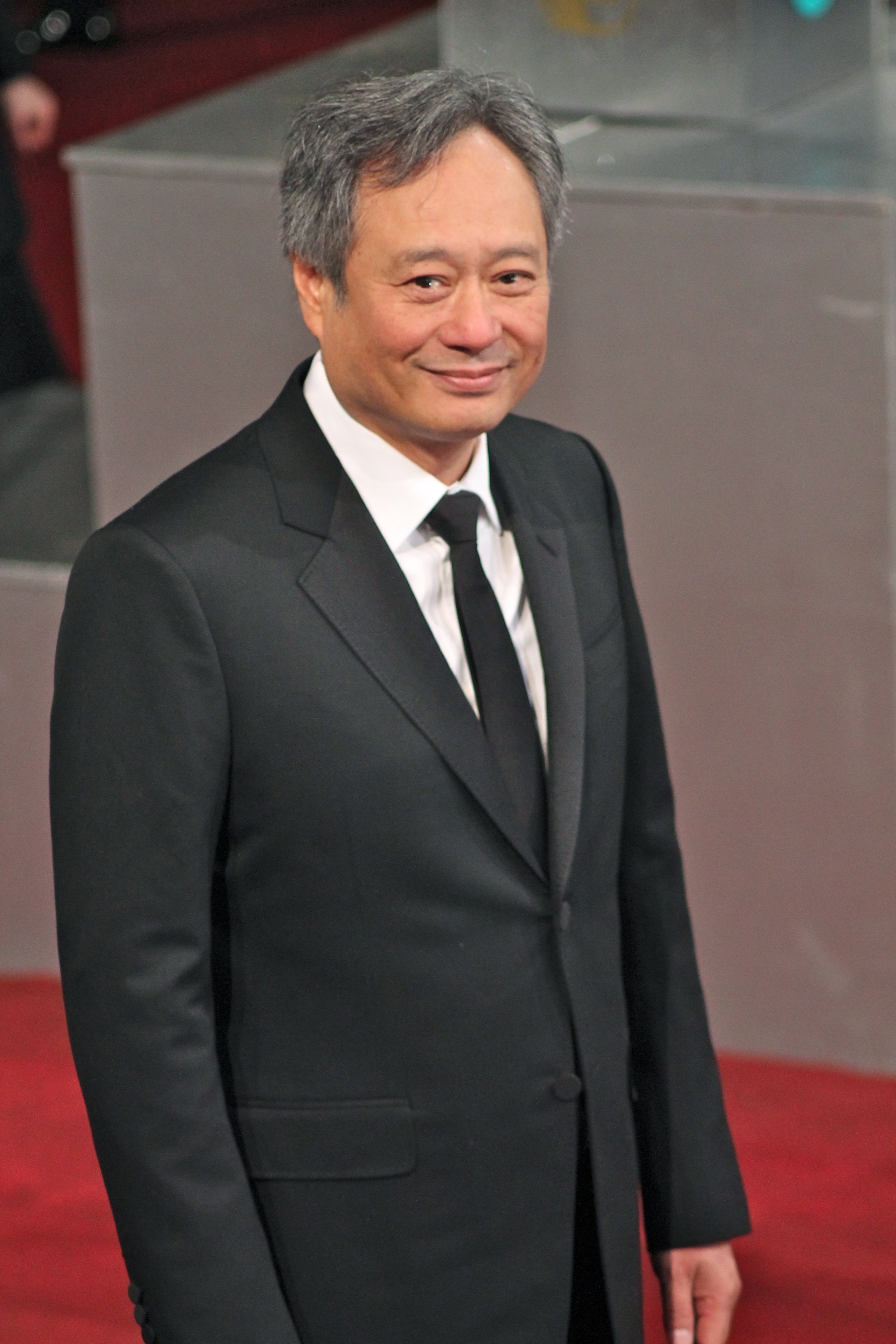
Энг Ли

О рассказе Энни Пру «Горбатая гора» сценаристка Дайана Оссана узнала в октябре 1997 года, через несколько дней после его публикации, и попросила соавтора Ларри Макмертри прочитать его. Пара спросила Пру, могут ли они адаптировать её произведение в киносценарий. Писательница не представляла, как можно экранизировать рассказ, но она тем не менее дала Оссане и Макмерти разрешение. В 1999 году в интервью газете The Missouri Review Пру похвалила их сценарий. Оссана признавалась, что убедить режиссёра и киностудию снять фильм было непросто. Гас Ван Сент хотел стать режиссёром фильма и пригласить Мэтта Деймона и Хоакина Феникса на главные роли. Деймон, который ранее работал с Ван Сентом над картиной «Умница Уилл Хантинг», сказал ему: «Гас, я снимался в гейском фильме („Талантливый мистер Рипли“), а затем в ковбойском („Неукротимые сердца“). Я не могу продолжить дело фильмом про геев-ковбоев». Вместо этого Ван Сент предпочёл снять биографический фильм «Харви Милк», рассказывающий о жизни политика и борца за права геев. Также над фильмом работал Джоэл Шумахер.
В 2001 году глава Focus Features Джеймс Шеймус приобрёл опцион на экранизацию рассказа, но счёл её реализацию рискованным делом. По просьбе Оссаны продюсер прислал сценарий Энгу Ли, но постановщик решил заняться «Халком». После съёмок «Халка» и «Крадущегося тигра, затаившегося дракона» Ли чувствовал себя истощённым и планировал закончить карьеру режиссёра, но «Горбатая гора» дала о себе знать и подтолкнула его вернуться к профессии. Продюсер Билл Полад из River Road Entertainment, который два года сотрудничал с Focus Features, помог профинансировать фильм.

### Подбор актёров
В 2003 году Оссана и Макмертри предложили роль Хиту Леджеру после того, как были впечатлены его игрой в «Бале монстров». Но студия сочла актёра недостаточно мужественным для роли. Несмотря на это, кастинг-директор Эйви Кауфман прислала Леджеру сценарий, вскоре актёр заинтересовался участием. Джейк Джилленхол не хотел упускать возможность поработать с Ли и Леджером. Джилленхол восхищался актёром и считал, что он «старше своих лет по человеческим качествам». На главные роли рассматривались другие актёры, но Ли считал, что они слишком боятся играть эти роли. Изначально Леджер хотел сыграть роль Энниса, а не Джека. Актёр считал Энниса сложным, мужественным и гомофобным персонажем. Леджер исследовал характер персонажа и научился говорить с вайомингским и техасским акцентом. Ли попросил Леджера и Джилленхола прочитать книги про геев-ковбоев. Также актёры посетили ранчо на окраине Лос-Анджелеса и научились ездить на лошадях.
На роли Альмы и Лурин Ли рассматривал 20-30 актрис. Мишель Уильямс была одной из первых, кто пробовался на роль Альмы, и Ли одобрил её кандидатуру. Энн Хэтэуэй пришла на прослушивание во время обеденного перерыва на съёмках картины «Дневники принцессы 2: Как стать королевой». Актриса была в бальном платье и носила шиньон, что, по её словам, было чересчур, но во время проб Хэтэуэй чувствовала себя более сосредоточенной. Изначально Ли сомневался по поводу её участия, но после прослушивания режиссёр утвердил актрису на роль Лурин. Чтобы получить роль, Хэтэуэй пришлось соврать об умении ездить верхом.

## Прокат и скандал на церемонии «Оскара»
Премьера фильма состоялась на Венецианском кинофестивале, где он был удостоен главной награды — «Золотого льва». Лента была запрещена к прокату в континентальном Китае, в отличие от Гонконга и Тайваня, где она вышла на экраны.
На церемонии вручения премии «Оскар» работа Энга Ли считалась фаворитом в номинации «Лучший фильм года», однако неожиданно уступила пальму первенства ленте «Столкновение», что наблюдатели поспешили объяснить консерватизмом и скрытой гомофобией киноакадемиков. Члены киноакадемии Тони Кёртис и Эрнест Боргнайн публично высказали свои претензии к картине. Боргнайн прямо заявил: «Джон Уэйн в гробу перевернулся».
Один из «столпов» кантри-музыки Вилли Нельсон откликнулся на фильм песней «Cowboys Are Frequently Secretly Fond of Each Other» («Ковбои зачастую тайно влюблены друг в друга»). В списке, составленном Ассоциацией кинокритиков Лос-Анджелеса с целью выявить десять лучших фильмов первого десятилетия XXI века, фильм «Горбатая гора» занял четвёртое место.

## «Первый гей-вестерн»
Фильм был разрекламирован как первый гей-вестерн в истории Голливуда. Тем не менее в американском независимом кино тема «голубых ковбоев» эксплуатировалась уже давно. Энди Уорхол ещё в 1968 году обратился к ней в своей картине «Одинокие ковбои» (англ. Lonesome Cowboys). Из классических голливудских вестернов скрытый гомоэротический текст присутствует в фильме Говарда Хоукса «Красная река» (1948): его называют «гомоэротическим вестерном на все времена». Во многих вестернах отношения главных героев напоминают «брак без секса»; это особенно заметно в «Искателях», лучшем вестерне всех времён по версии Американского института киноискусства.

## Награды и номинации
| Премия                         | Категория                         | Имя                                                                  | Результат |
| ------------------------------ | --------------------------------- | -------------------------------------------------------------------- | --------- |
| Оскар                          | Лучший фильм                      | Дайана Оссана, Джеймс Шеймус                                         | Номинация |
| Оскар                          | Лучшая режиссура                  | Энг Ли                                                               | Победа    |
| Оскар                          | Лучшая мужская роль               | Хит Леджер                                                           | Номинация |
| Оскар                          | Лучшая мужская роль второго плана | Джейк Джилленхол                                                     | Номинация |
| Оскар                          | Лучшая женская роль второго плана | Мишель Уильямс                                                       | Номинация |
| Оскар                          | Лучший адаптированный сценарий    | Ларри Макмертри, Дайана Оссана                                       | Победа    |
| Оскар                          | Лучшая операторская работа        | Родриго Прието                                                       | Номинация |
| Оскар                          | Лучшая музыка к фильму            | Густаво Сантаолалья                                                  | Победа    |
| Венецианский кинофестиваль     | Главная награда — «Золотой лев»   | Энг Ли                                                               | Победа    |
| BAFTA                          | Лучший фильм                      | Дайана Оссана, Джеймс Шеймус                                         | Победа    |
| BAFTA                          | Лучшая режиссура                  | Энг Ли                                                               | Победа    |
| BAFTA                          | Лучшая мужская роль               | Хит Леджер                                                           | Номинация |
| BAFTA                          | Лучшая мужская роль второго плана | Джейк Джилленхол                                                     | Победа    |
| BAFTA                          | Лучшая женская роль второго плана | Мишель Уильямс                                                       | Номинация |
| BAFTA                          | Лучший адаптированный сценарий    | Ларри Макмертри, Дайана Оссана                                       | Победа    |
| BAFTA                          | Лучшая операторская работа        | Родриго Прието                                                       | Номинация |
| BAFTA                          | Лучший монтаж                     | Джеральдин Перони, Дилан Тиченор                                     | Номинация |
| BAFTA                          | Лучшая музыка к фильму            | Густаво Сантаолалья                                                  | Номинация |
| Золотой глобус                 | Лучший фильм — драма              |                                                                      | Победа    |
| Золотой глобус                 | Лучшая режиссура                  | Энг Ли                                                               | Победа    |
| Золотой глобус                 | Лучшая мужская роль в драме       | Хит Леджер                                                           | Номинация |
| Золотой глобус                 | Лучшая женская роль второго плана | Мишель Уильямс                                                       | Номинация |
| Золотой глобус                 | Лучший сценарий                   | Ларри Макмертри, Дайана Оссана                                       | Победа    |
| Золотой глобус                 | Лучшая музыка к фильму            | Густаво Сантаолалья                                                  | Номинация |
| Золотой глобус                 | Лучшая песня                      | Густаво Сантаолалья, Берни Топин («A Love That Will Never Grow Old») | Победа    |
| Премия Гильдии киноактёров США | Лучший актёрский состав           |                                                                      | Номинация |
| Премия Гильдии киноактёров США | Лучшая мужская роль               | Хит Леджер                                                           | Номинация |
| Премия Гильдии киноактёров США | Лучшая мужская роль второго плана | Джейк Джилленхол                                                     | Номинация |
| Премия Гильдии киноактёров США | Лучшая женская роль второго плана | Мишель Уильямс                                                       | Номинация |